# 순천 선암사 소장 가사·탁의
순천 선암사 소장 가사·탁의(順天 仙巖寺 所藏 袈裟·卓衣)는 전라남도 순천시 승주읍, 선암사에 있는 조선시대의 의복이다. 2003년 12월 23일 대한민국의 국가민속문화재 제244호로 지정되었다.

## 개요
선암사에 소장되어 있는 가사와 탁의로, 삼보명자수가사(三寶名刺繡袈裟)·쌍룡문직은가사(雙龍紋織銀袈裟)의 가사 2점과 용문자수탁의(龍紋刺繡卓衣)의 탁의 1점이다.
대각국사 의천이 국왕에게 하사 받은 것으로 전하는 ‘삼보명자수가사’는 다홍색의 무늬가 없는 바탕천을 사용한 것으로 윗면과 측면에 3쌍의 가사 끈이 달려있다. 가사의 네 모서리에는 ‘천(天)’, ‘왕(王)’자를 수놓고, 가운데 부분에는 해와 달을 상징하는 삼족오(三足烏)와 절구 찧는 토끼를 평수(平繡: 자수 땀새를 동일하게 수놓음)로 꼼꼼하게 수놓았다. 가사의 품계(品階)는 조각 천을 이은 조(條)의 수로 구분되는데 최고의 품계인 25조로 구성되어 있으며, 가사 전면에 불·보살의 존명과 경전 이름을 치밀하게 수놓고 있어 자료적 가치가 큰 것으로 평가되는 18세기 유물이다.
‘쌍룡문직은가사’는 두 마리의 용무늬가 있는 바탕천을 사용한 9조 가사이다. 무늬부분에만 은으로 만든 실로 덧짠 것으로 이러한 제직법은 고려시대부터 나타나며, 조선시대 불가(佛家)와 궁(宮)에서 사용된 직물에서 볼 수 있는 것으로 직물제작과 문양·구성 등에 있어 중요한 유물로 18세기 이후에 제작된 것으로 여겨진다.
법상(法床)의 덮개로 사용했던 것으로 짐작되는 ‘용문자수탁의’는 전면에 용무늬·구름무늬·문자무늬 등이 장식되어 있으며, 가운데에 ‘성수만년(聖壽萬年)’을 십자꼴로 배치하였다. 바탕문양은 연갈색 실로 마름모꼴문양을 연속 시문하고, 그 위에 용무늬·구름무늬 등의 문양 부분을 덧붙여 입체적으로 표현한 독특한 자수기법이다. 문양과 자수기법으로 보아 중국 명대인 16세기∼17세기 유물로 판단되며, 우리나라와 명과의 직물교류의 일면을 보여주는 중요한 유물이다.
선암사 소장 가사와 탁의는 조선후기 불교 복식사와 자수 및 직물 연구에 귀중한 자료로 평가된다.

## 참고 자료
- 순천 선암사 소장 가사·탁의 - 국가유산청 국가유산포털